# Eutrogia ochrivena
Eutrogia ochrivena là một loài bướm đêm trong họ Noctuidae.